# Солтон-Си
Солтон-Си (англ. Salton Sea) — солёное озеро в области внутреннего стока на юге штата Калифорния (США). Площадь около 970 км², меняется в зависимости от осадков. Производится забор воды для ирригации. Ширина 24 км, длина 56 км, глубина 16 м, объём 9,25 км³. Крупнейшее озеро штата, третье по площади солёное озеро в США и девятнадцатое по этому параметру среди всех озёр страны. Ежегодный приток — 1,68 км³. Соленость озера, около 44 г/л, больше, чем воды Тихого океана (35 г/л), но меньше, чем у Большого Соленого озера и концентрация увеличивается примерно на 1 % в год. Впадают реки Нью-Ривер, Уайтуотер[уточнить], Аламо. Впадина ограничена горами Сан-Хасинто и Шоколадными горами[уточнить]. Площадь поверхности — 974 км².

## Общие сведения
Это соленое озеро в Калифорнии находится на 69 м ниже уровня мирового океана, и его экосистема так же уникальна, как экосистема соседней Долины Смерти.
Самая глубокая точка Солтон Си всего лишь на 1,5 м выше самой низкой точки Долины смерти. Когда-то вся эта низменность была частью океана, но раздавшаяся дельта реки Колорадо отделила этот участок, и он стал сушей. Солтон Си вторично сформировалось в начале XX века как результат экологического недосмотра: русло Колорадо в течение двух лет было направлено в низину из-за неправильной ирригации. Сейчас уровень озера колеблется в зависимости от количества осадков.
Побочное следствие экологического беспорядка: озеро оказалось во впадине очень уместным. На нём расселилось множество птиц. Солтон Си называют «жемчужиной в короне разнообразия пернатых». Его особенная достопримечательность — колонии белого пеликана. Однако увеличение солености воды может лишить пеликанов их привычной пищи на берегах Соленого моря. Эта неустойчивая система требует поддержки и охраны.
В озеро впадают реки Аламо, Нью и Уайтуотер, а также ряд небольших сельскохозяйственных дренажных систем и ручьев.

## История
Подсчитано, что за 3 миллиона лет, по крайней мере во времена плейстоцена, дельта реки Колорадо неуклонно расширялась и в конце концов, дельта достигла западного побережья Калифорнийского залива, тем самым, создав плотину, отделившую Солтон-Си от залива. В результате озеро Солтон-Си пару раз то пересыхало, то наполнялось водой. Так продолжалось до 1905 года, когда озеро приняло современный вид. Полагают, что котловину Солтон-Си в прошлом занимали несколько озёр, постоянно менявшие свой уровень. Подмыв береговой линии на различных высотах до сих пор сохранился на западных и восточных берегах озера.

### Образование Солтон-Си
В 1900 году организация California Development Company начала строительство оросительных каналов для отвода воды из реки Колорадо в Солтонскую впадину, которая была дном высохшего озера. После создания этих каналов, Солтонская впадина некоторое время была плодородной, позволяя фермерам собирать урожай.
Образование Солтон-Си началось в 1905 году. Проливные дожди и таяние снегов вызвали разлив реки Колорадо. Было переполнено множество шлюзов на канале Аламо. В результате наводнения и разлива канала прорвало дамбы Imperial Valley и образовались новые протоки: Нью-Ривер на западе и Аламо на востоке, каждый примерно в 97 км в длину. За два года эти два потока иногда направляли воду Колорадо через Солтон-Си. Из-за повышения уровня воды железная дорога оказалась в опасности затопления. Образовался огромный водопад, который начал быстро продвигаться вверх по каналу Аламо, который теперь занял Колорадо. Этот водопад был первоначально высотой 4,6 м, но вырос до высоты 24 м, прежде чем поток через разрывы в дамбах был, наконец, остановлен. Первоначально опасались, что водопад будет отступать вверх по течению до основного русла Колорадо, достигая высоты от 30 до 91 м, и тогда будет практически невозможно исправить ошибку. В результате мероприятий была затоплена часть прилегающих земель.
В 1925 году Солтон-Си превратился в достопримечательность, начал развиваться промысел рыбы. Солтон-Си добился определённых успехов как курортная зона.

## Экологические проблемы
Отсутствие притока колорадских вод приводит к усыханию озера и повышению солёности. Из-за высокой солёности в озере выживает только тилапия, да и та массово гибнет.